# 銀座駅 (香港)
座標: 北緯22度27分27.36秒 東経114度0分17.64秒 / 北緯22.4576000度 東経114.0049000度

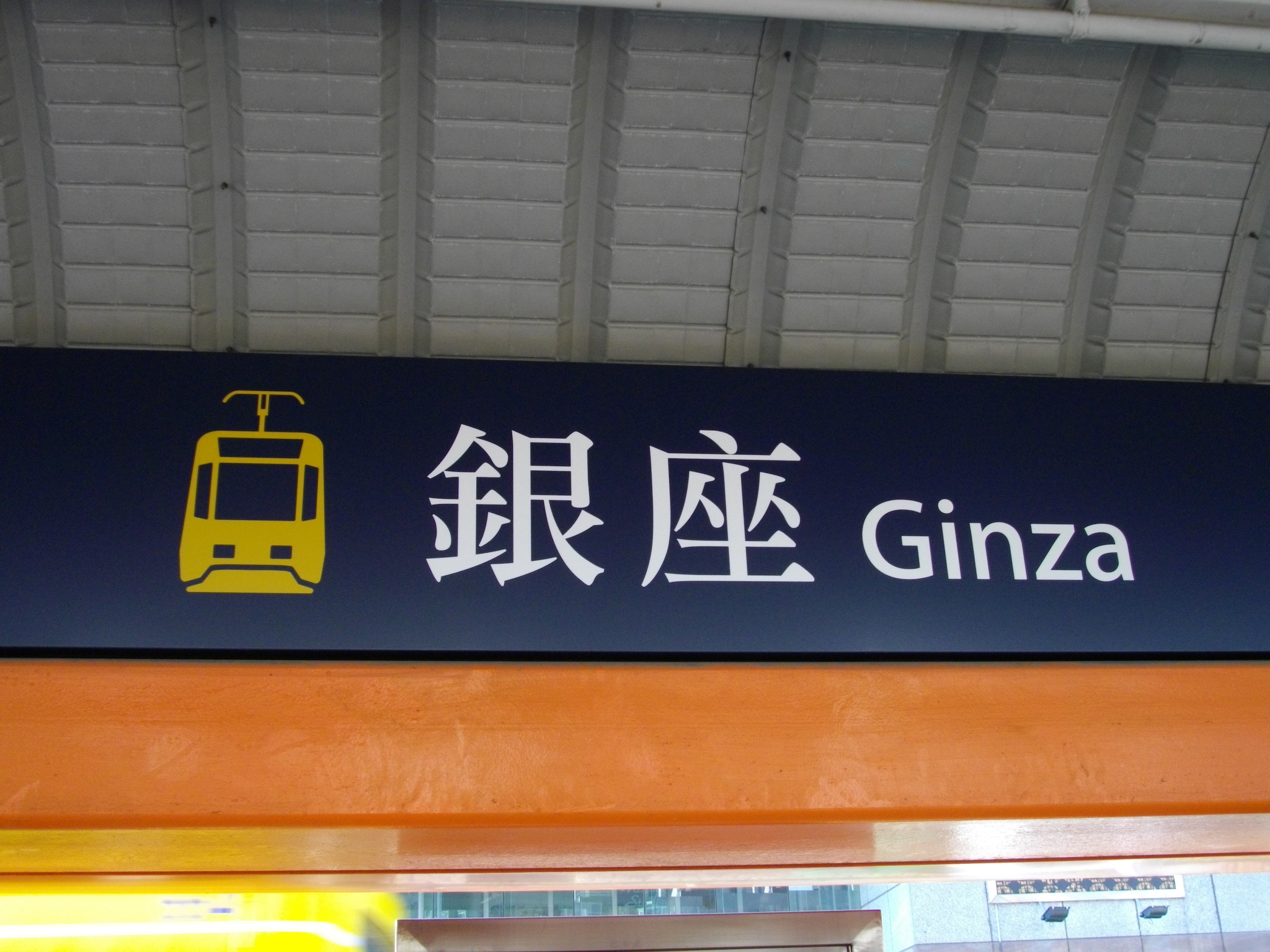
当駅の標示

銀座駅（ギンザえき）は、香港新界元朗区にある、香港鉄路（港鉄 MTR）軽鉄の駅である。
駅番号は455。駅名は東京をモデルにした「嘉湖銀座」（現在の「+WOO」）というショッピングモールに由来し、英語駅名に日本語読みがそのまま使われている香港で唯一の駅である。なお、嘉湖銀座は「+WOO」に改称されたが、駅名は「銀座」のまま使われている。

## 利用可能な系統
香港鉄路軽鉄
■705系統
■706系統
■751系統
■751P系統

## 駅構造
- 相対式ホーム2面2線を有する地上駅。

| 軽鉄のりば (1F) | ➊番線 | 705系統 天栄、天垣、天瑞方面(逆時計回り) 751P系統 天逸方面 |
| 軽鉄のりば (1F) | ➋番線 | 706系統 天水囲方面 751系統 友愛方面 751P系統 天水囲方面    |

## 駅周辺
- +WOO（旧嘉湖銀座）
  - KUMON
  - 元気寿司
  - ケンタッキーフライドチキン
  - サイゼリヤ
  - セブン-イレブン
  - ピザハット
  - マクドナルド
  - モスバーガー
  - 吉野家
- 嘉湖海逸酒店
- 嘉湖山荘麗湖居
- 嘉湖山荘美湖居
- 嘉湖山荘景湖居
- 天水囲公園
- 天水囲天主教小学
- 香港管理專業協会羅桂祥中学

## 歴史
- 2003年12月7日 - 開業。

## 隣の駅
香港鉄路
■軽鉄
■705系統
天湖駅 (450) - 銀座駅(455) - 天栄駅 (500)
■706系統
天栄駅 (500) - 銀座駅(455) - 天湖駅 (450)
■751系統
天湖駅 (450) - 銀座駅(455) - 天栄駅 (500)
■751P系統
天湖駅 (450) - 銀座駅(455) - 天栄駅 (500)